# Panteão Nacional dos Heróis (Assunção)

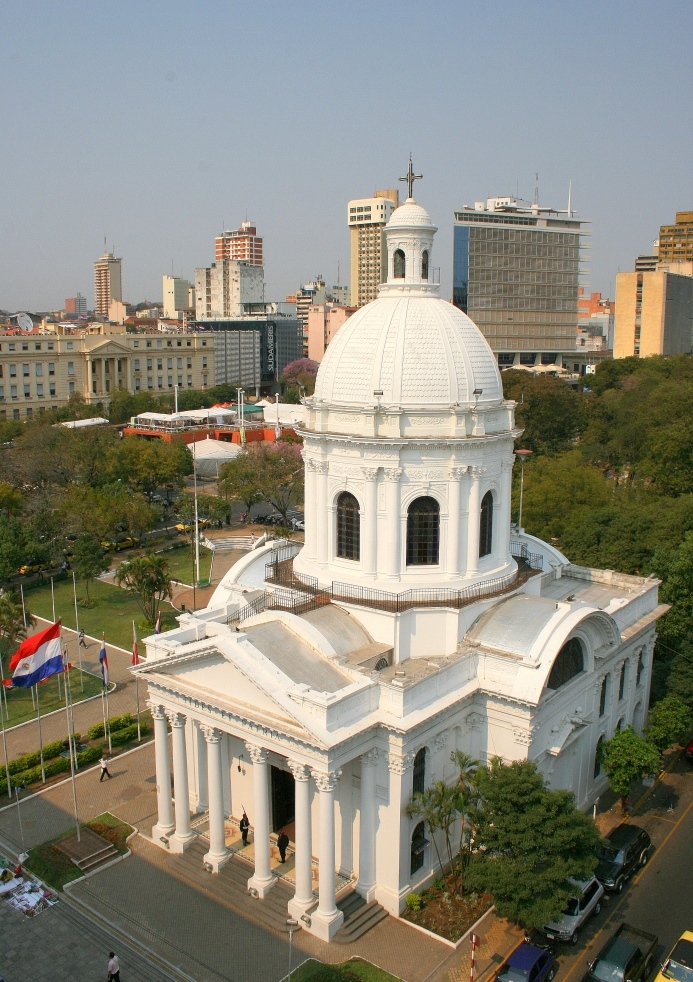
Vista do Panteão Nacional.

O Panteão Nacional dos Heróis (Panteón Nacional de los Heroes) é um monumento localizado em Assunção, capital do Paraguai. Construído originalmente como templo católico, o edifício atualmente cumpre funções religiosas (como Oratório da Virgem da Assunção), protocolares e de homenagem a personagens da história e cultura paraguaias.

## História
A edificação do templo foi iniciada em 1863, durante a presidência de Francisco Solano López, com projeto do arquiteto italiano Alejandro Ravizza. A igreja, de planta centrada com cúpula, é inspirada em Santa Maria de Carignano, de Gênova, ou na igreja do Palácio dos Inválidos de Paris. Os trabalhos, porém tiveram de ser interrompidos pela Guerra do Paraguai já em 1865. Após 70 anos, em 1929, a obra foi retomada e inaugurada em 1936, após a Guerra do Chaco.
Após a inauguração a igreja passou a ter também uma função de panteão (mausoléu), abrigando os restos mortais de personagens como Carlos Antonio López e Francisco Solano López. Também contém tumbas de dois soldados desconhecidos.